# Viktor Schobinger
Viktor Schobinger (ur. 30 kwietnia 1893, zm. 24 maja 1989) – as lotnictwa niemieckiego Luftstreitkräfte z 8 potwierdzonymi  zwycięstwami w I wojnie światowej, dowódca Jagdstaffel 12.
Viktor Schobinger  po szkoleniu pilotażu w FEA 10 w Böblingen został od połowy kwietnia 1917 roku przydzielony do jednostki lotniczej FA 12. Po niedługim czasie został przeniesiony do eskadry myśliwskiej. Po przeszkoleniu w Jastaschule od lipca 1917 roku latał w Jasta 12. Pierwsze zwycięstwo odniósł 9 sierpnia. 11 sierpnia 1917 roku idąc na ratunek ówczesnemu swojemu dowódcy Adolfowi Ritter von Tutschek, zestrzelił angielskiego asa Charlesa Bookera mającego wówczas na swym koncie 21 potwierdzonych zwycięstw powietrznych. Adolf Ritter von Tutschek został ciężko ranny i przekazał dowództwo Viktorowi Schobingerowi. 
W ciągu trzech miesięcy pełnienia przez Viktora Schobingera obowiązków dowódcy eskadra Jasta 12 odniosła 22 zwycięstwa powietrzne nie tracąc przy tym żadnego pilota. 21 października Schobinger odniósł swoje 7, a setne zwycięstwo jednostki. 15 listopada w czasie walki powietrznej Schobinger został ciężko ranny w stopę i nie wrócił już do czynnego latania w czasie I wojny światowej. Po powrocie ze szpitala został skierowany do oddziału uzupełnień FEA 10 w Böblingen na stanowisko instruktora.
W czasie II wojny światowej służył w Luftwaffe i w stopniu majora był dowódcą eskadry bombowej (Luftwaffen-Berge-Bataillon VII). 

## Odznaczenia
- Królewski Order Rodu Hohenzollernów – 1918
- Krzyż Żelazny I Klasy
- Krzyż Żelazny II Klasy